# Superficie di Togliatti
In geometria algebrica la superficie di Togliatti è una superficie algebrica di quinto grado con 31 punti singolari.

## Studio
Fu descritta dal matematico italiano Eugenio Togliatti nel 1940.
Costruì un esemplare per 31 caratteristiche, detti punti doppi. Nel 1979, Arnaud Beauville dimostrò che questo era il massimo numero possibile di caratteristiche.
Nel 1993, van Straten trovò soluzioni tridimensionali all'equazione e Barth nel 1994 costruì un esempio concreto chiamato derviscio.